# Фритаун (аэропорт)
Международный аэропорт Фритауна (англ. Freetown International Airport, ИАТА: FNA, ИКАО: GFLL) (официально), известный также как международный аэропорт Лунги англ. Lungi International Airport, — международный аэропорт, расположенный в прибрежном городе Лунги, Сьерра-Леоне. Это единственный международный аэропорт в Сьерра-Леоне. Расположен на противоположном берегу реки Сьерра-Леоне, в отличие от Фритауна, столицы страны.

## История

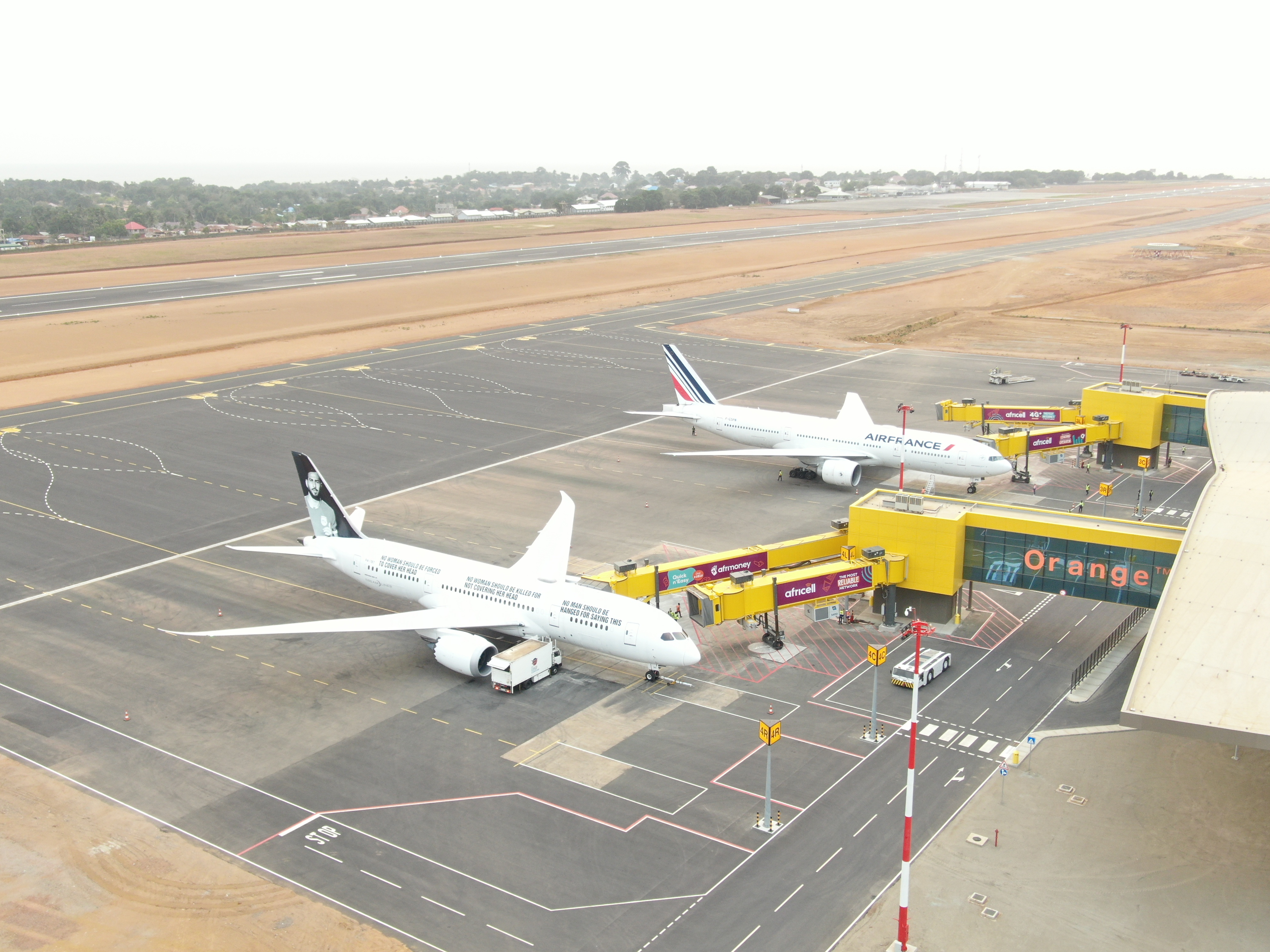
Телескопические трапы в аэропорту

До 1949 года аэропортом Фритауна был Ватерлоо. Из-за обрушения взлетно-посадочной полосы и близости холмов в 1947 году правительство решило отказаться от Ватерлоо и сделать Лунги, базу британских Королевских ВВС, аэропортом Фритауна. Аэродром Ватерлоо был закрыт в июне 1949 года. Старший архитектор Департамента общественных работ Робин Холлидей Макартни представил проект плана здания аэровокзала, который затем стал обязанностью инженера аэропорта А. Э. Пью. Планы пришлось значительно изменить, чтобы они соответствовали новым медицинским предписаниям, и работы начались только в 1953 году. Диспетчерская вышка была построена в 1952 году. Новое здание аэровокзала, законченное в 1955 году, вскоре оказалось слишком маленьким, и в 1960 году было принято решение сделать Лунги современным международным аэропортом. Новое здание аэровокзала было построено по проекту Nickson & Borys и официально открыто 25 июня 1964 года. Здание было расширено к саммиту Организации африканского единства 1980 года.
Аэропорт находится в ведении Управления аэропортов Сьерра-Леоне. В 2012 году его управление было передано по контракту британской охранной и военной компании Westminster Aviation Security Services Ltd.
Новый международный аэропорт был запланирован в Мамамахе, чтобы заменить международный аэропорт Лунги. Ожидалось, что Международный аэропорт Мамамах будет введён в эксплуатацию к 2022 году, однако проект был отменён в октябре 2018 года после смены правительства. Министр авиации правительства заявил, что вместо этого они отремонтируют Лунги и могут построить мост, чтобы лучше связать аэропорт с Фритауном. Проект моста Лунги был анонсирован президентом в 2019 году.
После одобрения парламентом в декабре 2020 года начался проект расширения стоимостью 270 миллионов долларов. Проект включал новый пассажирский терминал, VIP-терминал, рулёжные дорожки и расширение взлётно-посадочной полосы. Годовая пропускная способность планировалась на уровне 1 миллиона пассажиров и могла одновременно обслуживать 8 широкофюзеляжных самолётов. Новый терминал расположен на северной стороне взлётно-посадочной полосы, ближе к восточному концу. Он был официально открыт 4 марта 2023 года. Подписано соглашение об управлении с Summa Airport (SL) Ltd.

## Удобства

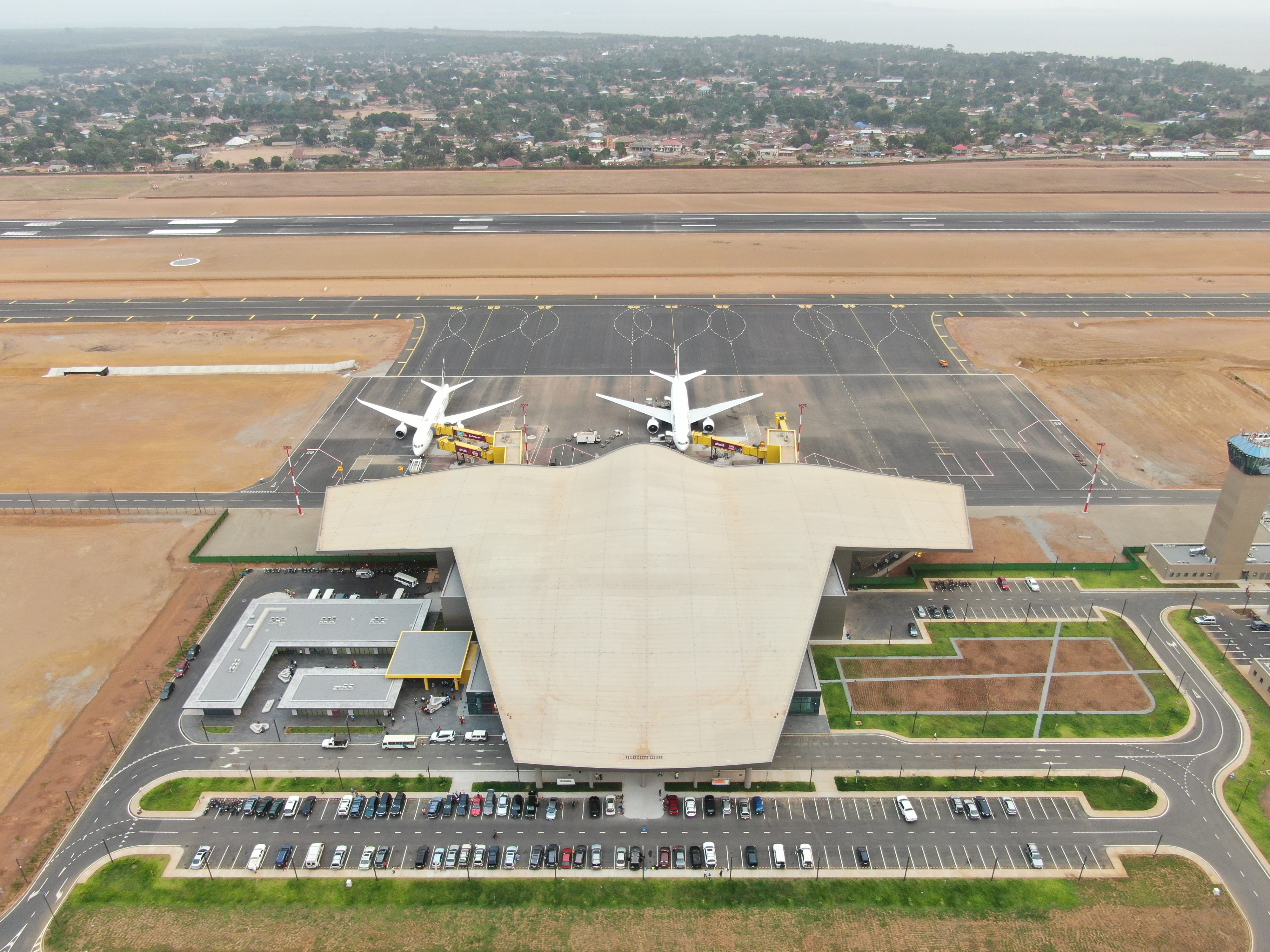
Новый терминал, открытый в 2023 году

Первоначальное здание терминала аэропорта состояло из трёх отдельных зон: общего зала ожидания, зала вылета и зала прибытия. В общем зале ожидания были билетные кассы для местного транспорта (автобус, паром, скоростной катер и такси), почтовые услуги, офис туристического агентства и ресторан. В зале вылета находились магазины беспошлинной торговли, рестораны и залы ожидания для пассажиров бизнес-класса и VIP-персон. В зале прибытия был таможенный зал с пунктами обмена валюты, магазином, бюро находок и бюро информации. На территории аэропорта также находились два банка, полицейский участок, различные рестораны, две автостоянки и мечеть.
В 2010 году правительство Сьерра-Леоне провело общую модернизацию терминала, чтобы он соответствовал основным стандартам действующих международных аэропортов. Зал вылета сдан в эксплуатацию в феврале 2013 года. Зал прибытия сдан в эксплуатацию в мае 2014 года.
С сентября 2014 года почти все региональные и межконтинентальные рейсы во Фритаун были приостановлены в результате вспышки вируса Эбола в Западной Африке в 2014 году. Во время этого кризиса Brussels Airlines был единственным перевозчиком, выполнявшим регулярные рейсы в аэропорт; обслуживая почти исключительно работников здравоохранения НПО. Первой авиакомпанией, возобновившей коммерческие полёты после их приостановки, стала Air Côte d’Ivoire в октябре 2014 года, а Air France объявила о возобновлении обслуживания к июню 2015 года. British Airways решила не возобновлять полёты в Сьерра-Леоне. Национальная авиакомпания Fly Salone некоторое время работала в начале 2016 года. Это была первая национальная авиакомпания, которая работала более 10 лет после прекращения полётов Sierra National Airlines. В последний раз обслуживая Фритаун в декабре 1996 года, KLM возобновила полёты в марте 2017 года, но прекратила их в 2019 году. ASKY Airlines возобновила полёты в ноябре 2017 года.

## Доступность
Поскольку международный аэропорт Лунги находится на другом берегу реки Сьерра-Леоне, в отличие от города Фритауна, у пассажиров есть возможность добраться из аэропорта во Фритаун на государственном пароме, частных пассажирских водных такси и автобусах. Водные такси — это большие лодки, часто с кондиционером и Wi-Fi. Большинство людей, выезжающих за пределы Фритауна и в другие части Сьерра-Леоне, пользуются шоссе на общественном или частном транспорте. Паром — самый дешёвый и самый распространённый способ добраться из Лунги во Фритаун для большинства жителей Сьерра-Леоне. Паром идёт около часа по морю от Лунги до Фритауна. На частных водных такси можно добраться за 30–40 минут до Абердина, Мюррей-Тауна или Правительственной пристани.
Автобусы общественного и частного транспорта курсируют из Лунги во Фритаун и в другие части Сьерра-Леоне. Поездка по шоссе из Лунги во Фритаун обычно занимает три часа, но может быть значительно больше из-за пробок во Фритауне.

## Авиакомпании и направления

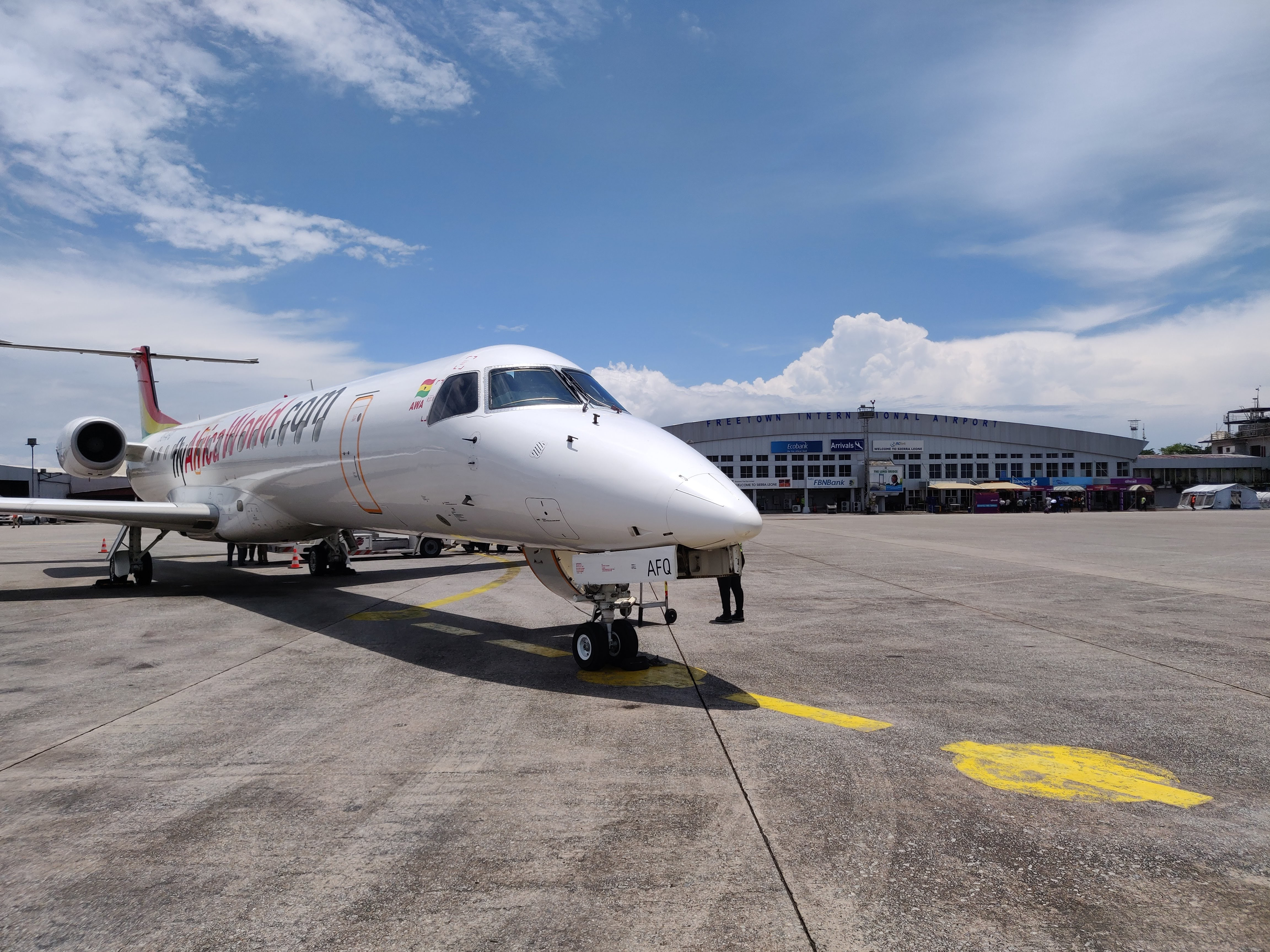
Самолёт Africa World Airlines в аэропорту Лунги

## Авиационные происшествия и катастрофы
- 11 августа 2004 г., около 14:30. Боинг 737-200 авиакомпании Air Guinee Express разбился, не сумев взлететь в аэропорту Лунги. Погибших среди 127 пассажиров и членов экипажа не было[18].
- 3 июня 2007 года вертолёт Ми-8, летевший из Фритауна, взорвался и разбился при посадке в аэропорту Лунги, в результате чего погибли все 22 человека на борту. Вертолёт эксплуатировался авиакомпанией Paramount Airlines, которая доставляла пассажиров между прибрежной столицей Сьерра-Леоне Фритауном и аэропортом Лунги[19].
- 30 апреля 2017 года самолёт Airbus A330 авиакомпании Brussels Airlines приземлился в аэропорту Лунги после того, как при вылете из Брюсселя потерял обтекатель в корне крыла. Самолёт был остановлен на 48 часов для расследования, и Бельгийский совет по расследованию авиационных происшествий оценил это как «серьезный инцидент»[20].